# Franc Sušnik (politik)
Franc Sušnik, slovenski politik in poslanec, * 4. september 1955, † februar 2025.
Franc Sušnik, član Slovenske demokratske stranke, je bil leta 2004 drugič izvoljen v Državni zbor Republike Slovenije; v tem mandatu je bil član naslednjih delovnih teles:
- Odbor za okolje in prostor,
- Odbor za kmetijstvo, gozdarstvo in prehrano in
- Mandatno-volilna komisija (predsednik).